# Wangelis Liapis
Wangelis Liapis (gr. Βαγγέλης Λιάπης; ur. 14 sierpnia 1914 w Eleusis, zm. 12 lutego 2008) – grecki folklorysta pochodzenia arwanickiego.

## Życiorys
Ukończył studia na Uniwersytecie Narodowym im. Kapodistriasa w Atenach. W latach 1938–1940 odbył służbę wojskową w armii greckiej, następnie walczył w wojnie z Włochami. Od stycznia do marca 1945 roku był więziony za działalność komunistyczną.
Należał do Akademii Nauk Albanii.